# CXOU J061705.3+222127
CXOU J061705.3+222127 är en neutronstjärna. Den bildades troligen för 30 000 år sedan i supernovan som skapade supernovaresten IC 443. Den färdas i ungefär 800 000 km/h bort från platsen.